# NGC 5344
NGC 5344 (również PGC 49085) – galaktyka spiralna (S), znajdująca się w gwiazdozbiorze Małej Niedźwiedzicy. Odkrył ją Lewis A. Swift 6 maja 1886 roku.